# Мобилизација бугарске војске 1915.
Мобилизација бугарске војске одвијала се у предвечерје уласка Бугарске у Први светски рат између 11. и 30. септембра 1915. Наступила је после склапања војне конвенције између Немачког царства, Аустроугарске и Бугарске и Споразума о пријатељству и савезништву између Бугарске и Немачке чијим потписивањем 6. септембра је обележен званичан улазак Бугарске у рат на страну Централних сила.

## Припреме за мобилизацију
Букурешким миром Бугарској је изречена таква строга казна да чак и њени суседи, који су је територијално окрњили, нису веровали у трајност тог погубног мира. Иако јој је површина у поређењу са 1912. повећана за 18.000 km², а становништво за око половину милиона, из балканских ратова Бугарска је изашла са тешким ранама. Претрпљене губитке у људству, плодном земљишту и новцу ни близу нису покривале скупо плаћене добитке. Губитком Јужне Добруџе Бугарска је лишена 8% најплоднијег земљишта и 6% најопробанијег пољопривредног становништва, као и 28% свих пољопривредних газдинстава. Само је губитком Добруџе Бугарска изгубила између 130 и 150 хиљада тона производње житарица. И број расположивих коња, оваца и говеда био је за једну трећину нижи у односу на 1912. Укупна производња меса износила је око 105.629 тона. Узимајући у обзир да је износ потребан само за издржавање војске од 600.000 људи за годину дана процењиван на 87.000 тона, долази се до закључка да у ратно време сточарство не би могло да задовољи потребе војске и становништва за месом. На основу података који се односе на 1915, у случају рата Бугарска не би могла приуштити војсци од више од пола милиона људи да је храни, да јој даје вуну за обућу и да јој надомештава људске губитке, а да при томе не подрива озбиљно економију. Трговина је такође била опала. Док је 1911. Бугарска имала пасиван трговински баланс у износу од 14.710.863 златних лева, исти је према подацима за 1914. достигао суму од 87.065.324 златних лева.
Окончавањем Другог балканског рата бугарска војска је демобилисана и сведена на мирнодопски ниво од 5.220 официра и 80.079 војника. Мирнодопски састав војске чиниле су три армије, десет пешадијских дивизија, једна кадровска дивизија, двадесет пешадијских бригада, 40 пешадијских пукова, деветнаест артиљеријских пукова, једанаест коњичких пукова, пет инжињеријских батаљона и један технички батаљон. Бугарски генералштаб је с почетка израдио неколико планова за мобилизацију који су предвиђали да се наоружане снаге у ратном стању распореде на исти начин (што се тиче структуре и организације) као у Првом балканском рату. Међутим, анализа учинка војске током балканских ратова дала је лекције које су служиле као основа за неколико значајних структурних промена у планираној ратној организацији. Реорганизовани су неки од пешадијских пукова. Место четири уобичајених сада су бројали три батаљона (буг. тридружинен състав). Предвиђено је такође да се створе нови етапни пукови (један за сваку армији и дивизију). Два артиљеријска пука од сваке дивизије реорганизовани су у артиљеријску бригаду, а од једанаест коњичких пукова формирана је једна дивизија.

## Мобилизација
У касне вечерње часове 9. септембра краљ Фердинанд и председник владе Васил Радославов потписали су указ о општој мобилизацији у којем је 11. септембар одређен за први дан мобилизације. Бугарски генералштаб почео је са реализацијом свих задатака који су се тицали мобилизације. Посебна пажња усмерена је на границу са Србијом где је главнину бугарских снага требало распоредити. То је било нужно пошто је Врховна команда Војске Србије знала за припреме бугарске војске и распоредила половину своје у потпуности мобилисане и организоване војске на границу са Бугарском, спремна да зада тежак ударац бугарској војсци док је ова била још у осетљивој фази мобилизације и концентрације. Ова смела идеје је, међутим, одбачена, пошто је савезничка команда и даље гајила наду да се Бугарске може приволети на рат на страни савезника.
Објављена 10. септембра, мобилизација је трајала 17-18 дана, током којих је Бугарску чувала само гранична служба. До септембра, укупак број мобилисаног особља достигао је 15.908 официра и 600.772 војника, што је било 12-13% становништва. Укупно 390 батаљона је било мобилисано — неких 232 пешадијска и 11 пионирска батаљона у склопу 11 пешадијских дивизија бројало је 469.140 људи; других 75 батаљона који су бројали 86.444 људи били су независни; 31 милицијски и 41 додатни батаљон који су бројали 64.845 људи остали су у унутрашњости земље. Артиљерија разног калибра била је распоређена у 219 батерија — 94 батерија са 409 топова у 1. армији, 44 батерија са 182 топова у 2. армији, 50 батерија са 401 топова у 3. армији и 31 батерија са 130 топова у три независне дивизије. Коњица је била мобилисана у око 62 ескадрона. Све сем једне дивизије задржале су структуру типичну за бугарску дивизију (три пешадијске бригаде у једној дивизији). Укупно особље већине дивизија било је изнад 40.000 људи. Ове снаге су биле подељене у три армије, неколико независних јединица и трупа стационираних у унутрашњости земље.
Уопште узев, мобилизације је извршена релативно добро, ако се изузме велики недостатак у свему, осим у људству. Истина, био је приметан недостатак доброг расположења које је било приметно 1912, али није било ни трунке некаквог непријтељског осећања међу позваним резервистима према владиној одлуци о мобилизацији. Распоређивање бугарске војске почело је петога дана по објављивању мобилизације. Главнину својих снага бугарска команда је покренула на Србију. Док је 1. армија била распоређена на северној граници да кооперише са савезничким аустријским и немачким војскама, 2. армија је била распоређена јужније, према Вардарској Македонији. Бугарски команда била је приморана да пошаље трупе и на границе са неутралним државама, Румунијом и Грчком, јер постојала опасност да ће се ове придружити Антанти и извршити инвазију на Бугарску. Границу са Румунијом покривала је Трећа армија, а границу са Грчком 2. и 10. пешадијска дивизија. Само је граница са Турском остала непокривена, јер се Турска прикључила Централним силама и сходно томе била савезник Бугарској.

## Материјална страна
Уопште узев, бугарска војска није успела да зацели ране из балканских ратова, а у рат је ушла са великим материјалним недостацима. Број пушака на располагању износио је 372.603, а према борбеном плану војске било је потребно 521.509. Пешадијско оружје не само што је било испод потребног броја, него је у већини случајева било старо и најразличитијег система, што је отежавало снабдевање војске муницијом. Артиљеријски материјал састојао се од 1211 оруђа, такође најразличитијег система, од којих је 418 било небрзометно. Топови су у просеку имали по 500 граната. Војска је имала мало техничких средстава за везу — телеграфа и телефона. Било је 8 радиотелеграфских станица и то најненапредније врсте. Још је претходни рат показао да за формације предвиђене мобилизационим планом није било довољно коња. Реквизирани коњи били су малог раста и у најчешћем случају товарни. Јахаћих и артиљеријских било је мало. Донесена је одлука да се из иностранства купе ждрепци и коњи, а до ступања Бугарске у рат купљено је 300 коња. Упркос свим мерама, недостатак одеће за војнике био је превелик. Скоро једна трећина мобилисаних војника морала је у рат да иде са сопственом одећом и обућом. Уопште узев, време од демобилизације 1913. до уласка Бугарске у Први светски рат било је прекратко и војно особље није могло да обезбеди војсци лични састав, оружје и материјална средства, мада су били одобрени значајни кредити. Није се могло рачунати на увоз из иностранства, јер тржишта су већ била затворена, а индустрија је била преслаба и није могла да задовољи велике потребе, поготово за одећом и опремом. Влада, која је свесно увукла земљу у, како се на крају показало, злосрећни рат на страни Централних сила, није предузела никакве мере за организовање производње ради задовољавања ових потреба.

## Борбени поредак
- 1. армија (заповедник генерал-потпуковник Климент Бојаџијев)
  - 1. софијска пешадијска дивизија (заповедник генерал-мајор Јанко Драганов)
  - 6. видинска пешадијска дивизија (заповедник генерал-мајор Асен Пападопов)
  - 8. тунџанска пешадијска дивизија (заповедник генерал-мајор Тодор Митов)
  - 9. плевенска пешадијска дивизија (заповедник генерал-мајор Стефан Нерезов)
- 2. армија (заповедник генерал-потпуковник Георги Тодоров)
  - 3. балканска пешадијска дивизија (заповедник генерал-мајор Никола Рибаров)
  - 7. рилска пешадијска дивизија (заповедник генерал-мајор Валко Василев)
  - 1. коњичка дивизија (заповедник генерал-мајор Александар Танев)
- 3. армија (заповедник генерал-потпуковник Стефан Тошев)
  - 4. преславска пешадијска дивизија (заповедник генерал-мајор Пантелеј Киселов)
  - 5. дунавска пешадијска дивизија (заповедник генерал-мајор Панајот Барнев)
- 2. тракијска пешадијска дивизија (заповедник генерал-мајор Димитар Гешов)
- 10. егејска пешадијска дивизија (заповедник генерал-мајор Иван Колев)
- 11. македонска пешадијска дивизија (заповедник пуковник Крстју Златарев)

## Епилог
Након мобилизације 1915. бугарски генералштаб је остао са неколицином немобилисаних резервиста. Како би обезбедио извор за појачање војске отворио је нове војне школе за официрски и војнички подмладак пешадије, коњице, артиљерије. Тако је од краја 1915. до почетка 1918. четири регуларна годишња контингента младих регрута добило позив и обуку. Њихов укупан број био је 214.343, а био је довољан за надомешћивање 181.515 губитака. Тачан број свих мобилисаних људи током рата остаје, међутим, неразјашњен. Неки извори указују на број од 1.200.000 људи, што је изгледа претерано, али и даље може бити близу истине. Приликом покушаја да се утврди тачан број мора се узети у обзир следеће. Уочи септембра 1918. бугарска војска достигла је јачину која се кретала између 855.176 и 877.392 људи под оружјем у свим гранама службе, или неких 18% становништва, а током рата користила се и људством са територија које је окупирала — мобилисано је неких 133.837 људи из крајева Македоније. Бугарске власти хтеле су да изврше мобилизацију и на територији уже Србије, што је био непосредан повод за Топлички устанак.